# عقب‌بر (نظریه رسته‌ها)
در شاخه ای از ریاضیات به نام نظریه رسته‌ها، یک عقب‌بَر (همچنین به آن ضرب تاری، یا ضرب مربعی هم گویند) حدی از یک نمودار شامل دو ریخت {\displaystyle f\colon X\rightarrow Z} و {\displaystyle g\colon Y\rightarrow Z} با هم‌دامنه مشترک است. عقب‌بر را اغلب بدین صورت می نویسند:
{\displaystyle P=X\times _{Z}Y}
و مجهز به دو ریخت طبیعی {\displaystyle P\rightarrow X} و {\displaystyle P\rightarrow Y} می باشد. الزاماً عقب‌بر دو ریخت {\displaystyle f} و {\displaystyle g} موجود نیستند، ولی اگر عقب‌برشان وجود داشت، اساساً به طور منحصر به فردی توسط این دو ریخت تعریف می شود. در بسیاری از شرایط، {\displaystyle X\times _{Z}Y} را می توان به طور شهودی شامل یک جفت عنصر {\displaystyle (x,y)} تصور نمود که در آن {\displaystyle x\in X} و {\displaystyle y\in Y} و {\displaystyle f(x)=g(x)} می باشد. برای تعریف عمومی، خاصیت جهانی به کار می رود، این خاصیت اساساً بیان می دارد که عقب‌بر "عمومی ترین" راهیست که دو ریخت داده شده را به مربعی جابجایی می توان تکمیل نمود. 
مفهوم دوگان عقب‌بر، برون‌بر می باشد. 